# Tetramicra elegans
Tetramicra elegans là một loài thực vật có hoa trong họ Lan. Loài này được (Ham.) Cogn. miêu tả khoa học đầu tiên năm 1910.

## Hình ảnh

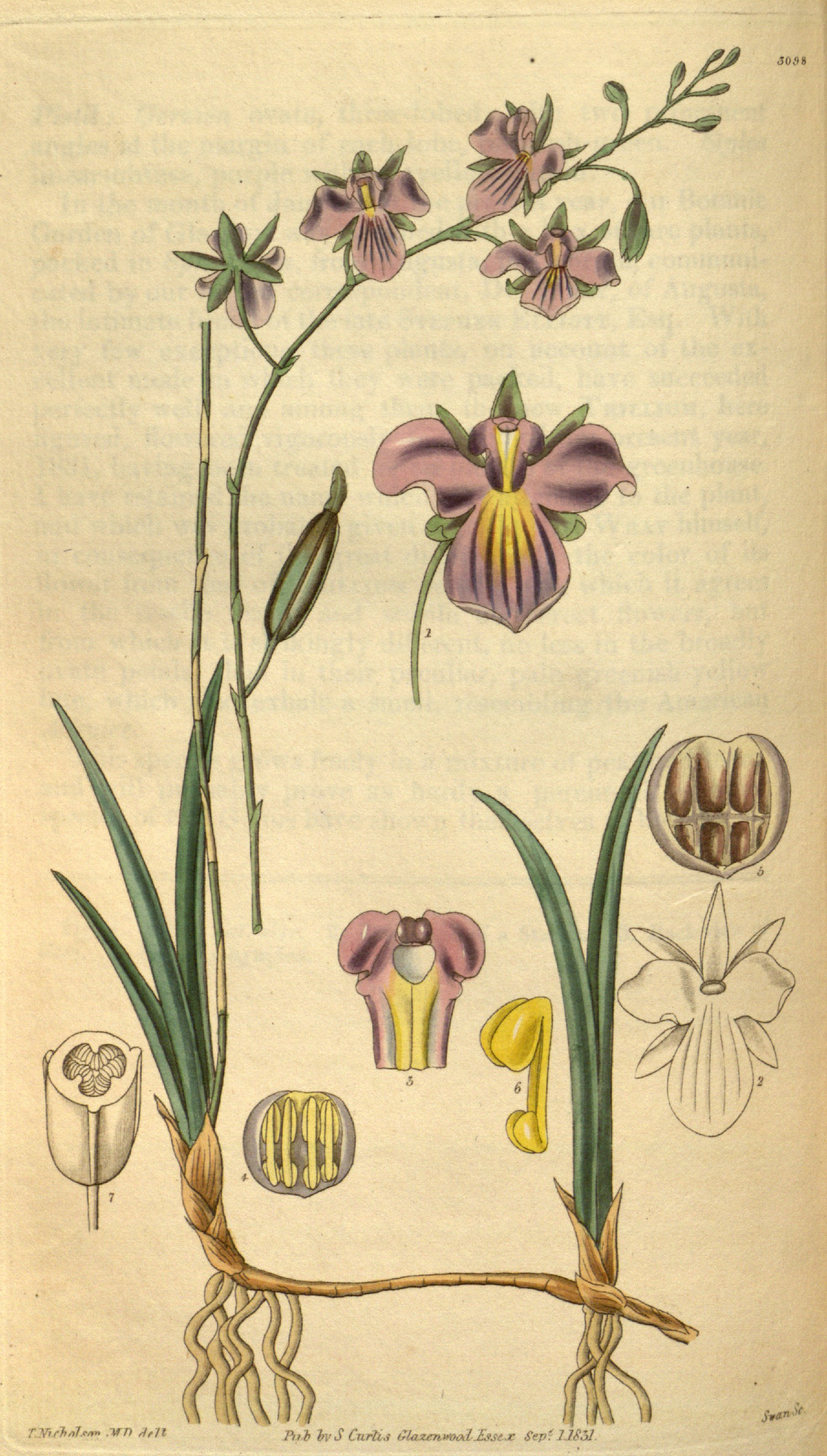